# Gaston Bossuyt
Pour les articles homonymes, voir Bossuyt.
Gaston Gustave Bossuyt, né le 9 avril 1885 à Courtrai et y décédé le 9 mai 1947 fut un syndicaliste et homme politique belge social-chrétien. Il est le fils de Maurits Bossuyt (1907-1958), échevin de Courtrai et député permanent de la province de Flandre-Occidentale.
Bossuyt reçut une éducation de base dans les cercles d'études de Leroey et De Witte. Après la Première Guerre mondiale, il fut propagandiste de la centrale syndicale chrétienne du textile et ensuite président de l'ACW de Courtrai (1919-20), de la Régionale (1920-1931), de la provinciale (1931-1940) et de la centrale (1944-1947).
Il fut élu conseiller communal (1925-), puis échevin (1933-) de Courtrai; sénateur provincial de la province de Flandre-Occidentale (1925-1929) et ensuite de l'arrondissement de Courtrai-Ypres (1929-1946).

## Sources
- Bio sur ODIS